# Долгое (озеро, Пеновский район)
Долгое — озеро на северо-западе Тверской области, расположенное на территории Пеновского района.
Расположено в западной части района в 28 км к северо-западу от районного центра, поселка Пено. Лежит на высоте 232 метра. Озеро длинное, вытянуто с северо-запада на юго-восток. Площадь водной поверхности — 0,56 км². В западную часть озера впадает протока, вытекающая из озера Пнёво; из юго-восточной части озера вытекает река Кудь. Площадь бассейна озера — 224 км². На берегу озера расположены деревни Лугово, Погорелица и Заселица.

## Данные водного реестра
По данным государственного водного реестра России относится к Верхневолжскому бассейновому округу, водохозяйственный участок реки — Волга от истока до Верхневолжского бейшлота, речной подбассейн реки — Волга до Рыбинского водохранилища. Речной бассейн реки — (Верхняя) Волга до Куйбышевского водохранилища (без бассейна Оки).
- Код водного объекта в государственном водном реестре — 08010100111110000000186
- Код по гидрологической изученности — 210000018
- Номер тома по ГИ — 10
- Выпуск по ГИ — 0[3].